# Campionati del mondo di ciclismo su pista - Velocità su 10 km maschile Dilettanti
La velocità su 10 km maschile Dilettanti era uno degli eventi inseriti nel programma dei campionati del mondo di ciclismo su pista. Riservato alla categoria Dilettanti, si corse solo nelle prime due edizioni, nel 1893 e 1894.

## Albo d'oro
Aggiornato all'edizione 1894.
| Anno | Vincitore        | Secondo          | Terzo         |
| ---- | ---------------- | ---------------- | ------------- |
| 1893 | Arthur Zimmerman | Julian Pye Bliss | John Johnson  |
| 1894 | Jaap Eden        | John Green       | Tommy Osborne |

## Medagliere
| Pos.   | Nazione       | Oro | Argento | Bronzo | Totale |
| ------ | ------------- | --- | ------- | ------ | ------ |
| 1      | Stati Uniti   | 1   | 1       | 1      | 3      |
| 2      | Paesi Bassi   | 1   | 0       | 0      | 1      |
| 3      | Gran Bretagna | 0   | 1       | 1      | 2      |
| Totale | Totale        | 2   | 2       | 2      | 6      |